# 2017-es magyar vívóbajnokság
A 2017-es magyar vívóbajnokság a száztizenkettedik magyar bajnokság volt. A bajnokságot november 24. és 25. között rendezték meg Budapesten, a Gerevich Aladár Nemzeti Sportcsarnokban.

## Eredmények
| Versenyszám          | Arany                                        | Arany | Ezüst                      | Ezüst | Bronz                                                          | Bronz |
| -------------------- | -------------------------------------------- | ----- | -------------------------- | ----- | -------------------------------------------------------------- | ----- |
| Férfi tőrvívás       | Dósa Dániel Törekvés SE                      |       | Kiss Dániel Bp. Honvéd     |       | Bakó Tamás Szegedi Tudományegyetem VKMészáros Tamás Újpesti TE |       |
| Férfi párbajtőrvívás | Bányai Zsombor Vasas SC                      |       | Berta Dániel PTE-Pécsi EAC |       | Rédli András Bp. HonvédSiklósi Gergely Bp. Honvéd              |       |
| Férfi kardvívás      | Szatmári András Vasas SC                     |       | Szilágyi Áron Vasas SC     |       | Gémesi Csanád Gödöllői EACIliász Nikolász MTK                  |       |
| Női tőrvívás         | Pásztor Flóra Törekvés SE                    |       | Knapek Edina Bp. Honvéd    |       | Balogh Orsolya Bp. HonvédKreiss Fanni Újpesti TE               |       |
| Női párbajtőrvívás   | Dékány Kinga Alföld Vívó Akadémia Békéscsaba |       | Borsody Emma BVSC          |       | Büki Lili OMS-Tata VSEKardos Edina Vasas SC                    |       |
| Női kardvívás        | Pusztai Liza BVSC                            |       | Várhelyi Kata BVSC         |       | Mikulik Júlia BVSCNagy Valentina BVSC                          |       |